# 牛島のフジ

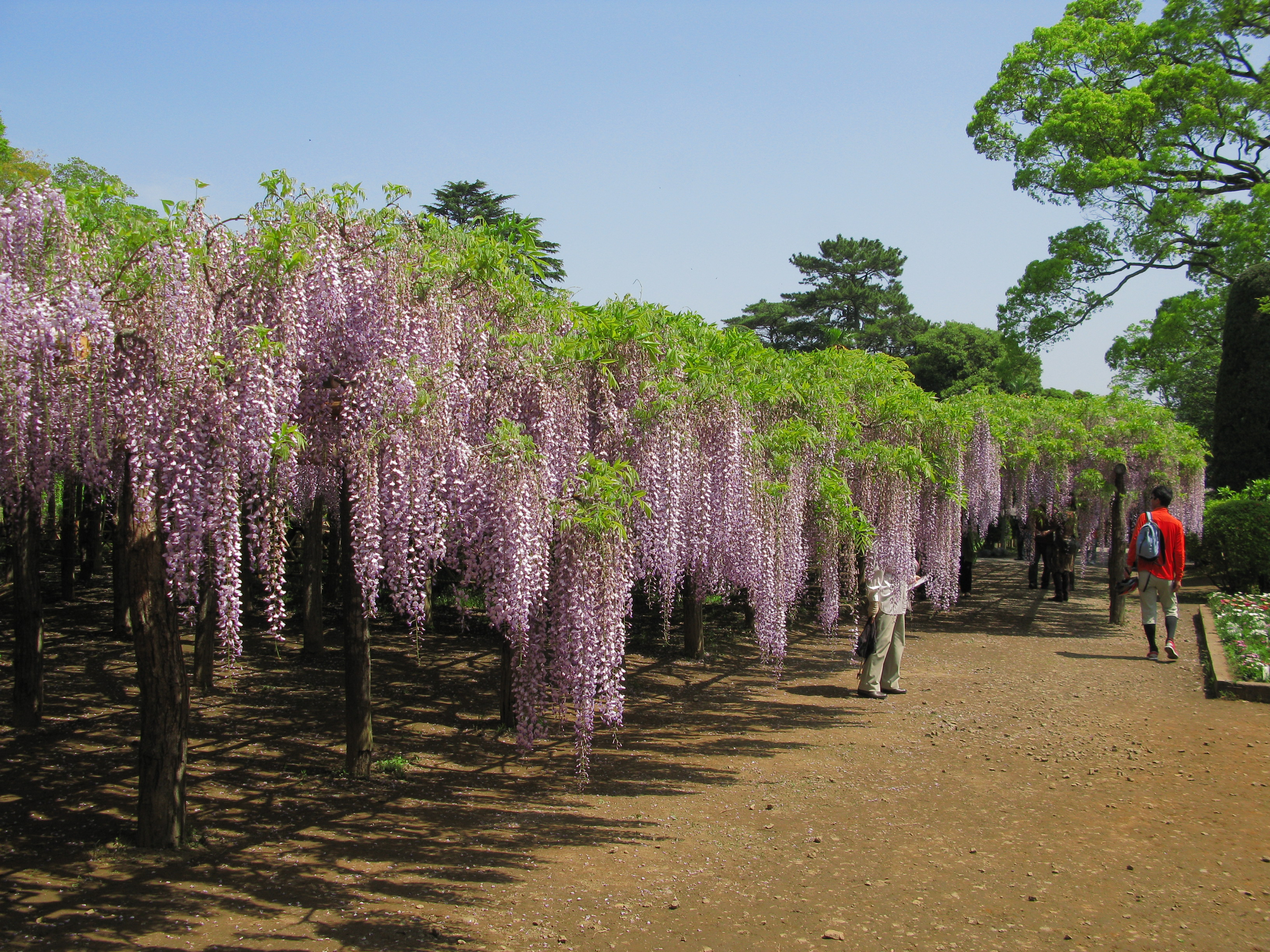
牛島のフジ（2011年5月撮影）

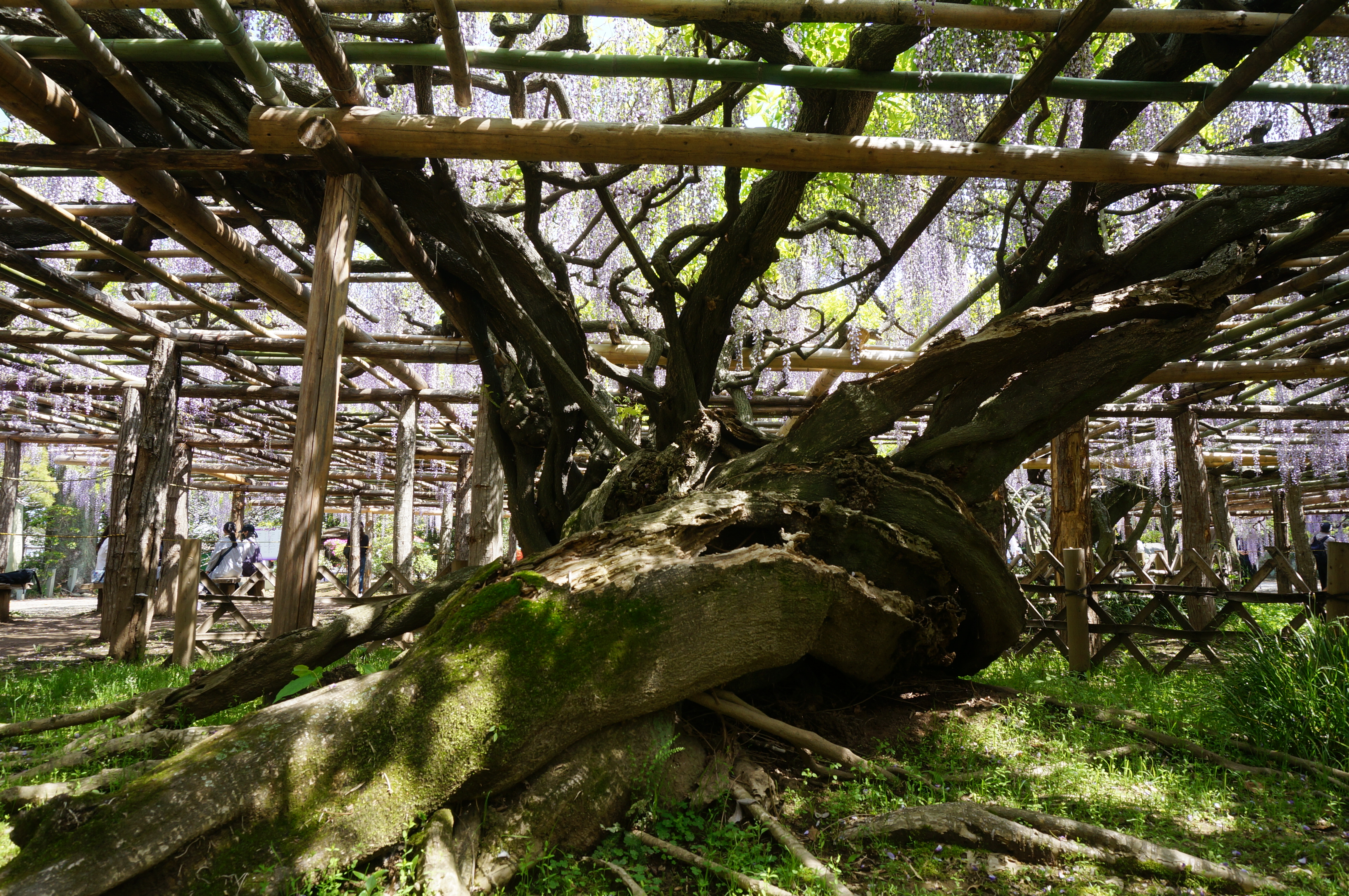
牛島のフジの幹（2022年4月撮影）

牛島のフジ（うしじまのフジ）は、埼玉県春日部市牛島にあるフジ（ノダフジ）の巨木。国の特別天然記念物に指定されている。フジ（ノダフジ）の栽培品種「ノダナガフジ」（別名：紫長藤）の原木であり、その総状花序の長さから栽培品種として「九尺藤」とも呼ばれている。

## 解説

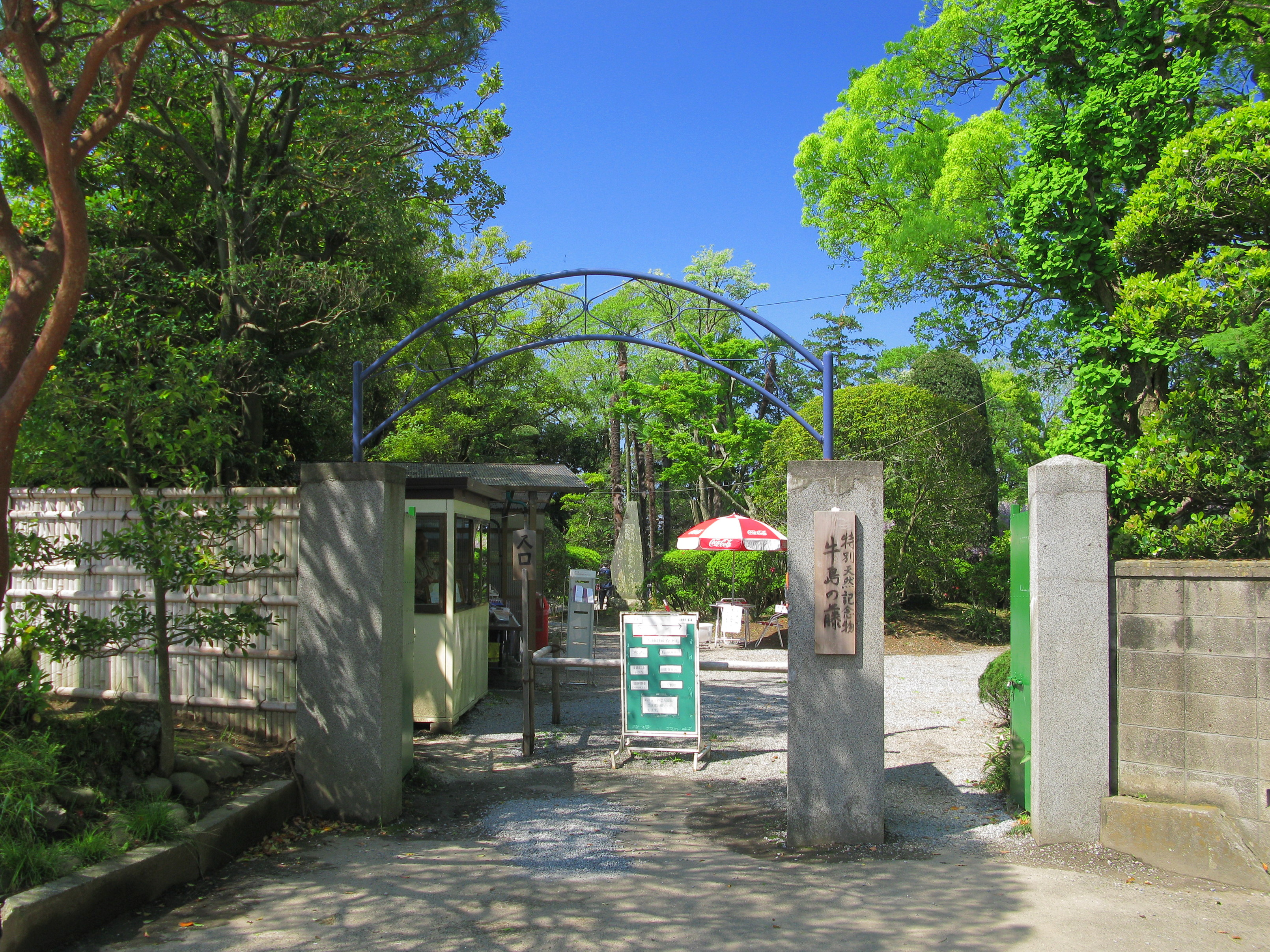
藤花園入口

春日部市街地東方、利根川の旧流路の名残りである大落古利根川の左岸、標高約6メートルの中川低地に位置しており、現在は周囲を住宅地で囲まれている。牛島のフジは紫フジの巨木であり、園芸品種としては日本最大のもので、全体の根回り9.2メートル、総面積700平方メートルに及ぶ藤棚の枝張りは東西約34メートル、南北14メートルである。ヤマフジに似ているが、ヤマフジは上から見てつるが左巻きなのに対して、フジ（ノダフジ）は右巻きで無毛であるため区別できる。
毎年4月下旬から5月上旬にかけて開花し、花の最盛期には総状花序の長さが最長2メートルにも達し、多くの見学者でにぎわう。明治時代には総状花序の長さは約3m近くもあったという。樹齢は1,000年とも1,200年とも言われ、伝承によると弘法大師（空海）御手植えと伝えられている。当所は元真言宗寺院、連花院の境内であったが、1874年（明治7年）に廃寺となり、その後何度か所有者が変わったが、現在は所有する小島家による有限会社藤花園により管理公開されている。1928年（昭和3年）1月18日に国指定の天然記念物となり、1955年（昭和30年）8月22日には特別天然記念物に格上げされている。また、1989年（平成元年）には新日本名木百選に選定されている。2000年（平成12年）5月5日には、埼玉新聞社の「21世紀に残したい・埼玉ふるさと自慢100選」に選出された。
2017年現在、日本国の天然記念物に指定されたつる性植物は8件、そのうちフジ属は7件であるが、フジ属の特別天然記念物は牛島のフジのみである。

## 所在地
- 埼玉県春日部市牛島786

## 交通アクセス
公共交通
- 東武野田線藤の牛島駅より徒歩約10分[5]。

道路
- 東北自動車道岩槻インターチェンジより約15キロメートル（約20分）
- 常磐自動車道柏インターチェンジより約20キロメートル（約30分）